# 金融分析师
金融分析师，又稱財務分析師，是專門為为客户提供金融分析和投資決策的人員。
金融分析师其下还可以细分为证券（股票）分析师、外匯分析师、黃金分析师等。一般受雇于共同基金、社會保障基金、对冲基金、证券公司、银行、投资银行、保险公司和其他金融類企业。

## 黄金分析师
黄金分析师，又称为黄金投资分析师，是指对（现货）黄金投资市场的分析师，是金融分析师的其中一种。中国的黄金分析师在2006年开始出现，但直到2009年才开始正式被承认。目前中国开始有相关证书考试，以完善该职业的体系化。